# Stolpen
Stolpen est une ville de Saxe (Allemagne), située dans l'arrondissement de Suisse-Saxonne-Monts-Métallifères-de-l'Est, dans le district de Dresde.

## Jumelages
- Hilzingen (Allemagne)
- Amöneburg (Allemagne)
- Garching an der Alz (Allemagne)
- Jockgrim (Allemagne)
- Sipplingen (Allemagne)
- Sloup v Čechách (Tchéquie)